# Saint-André-le-Gaz
Saint-André-le-Gaz is een gemeente in het Franse departement Isère (regio Auvergne-Rhône-Alpes). De plaats maakt deel uit van het arrondissement La Tour-du-Pin. Saint-André-le-Gaz telde op 1 januari 2022 2.726 inwoners. 

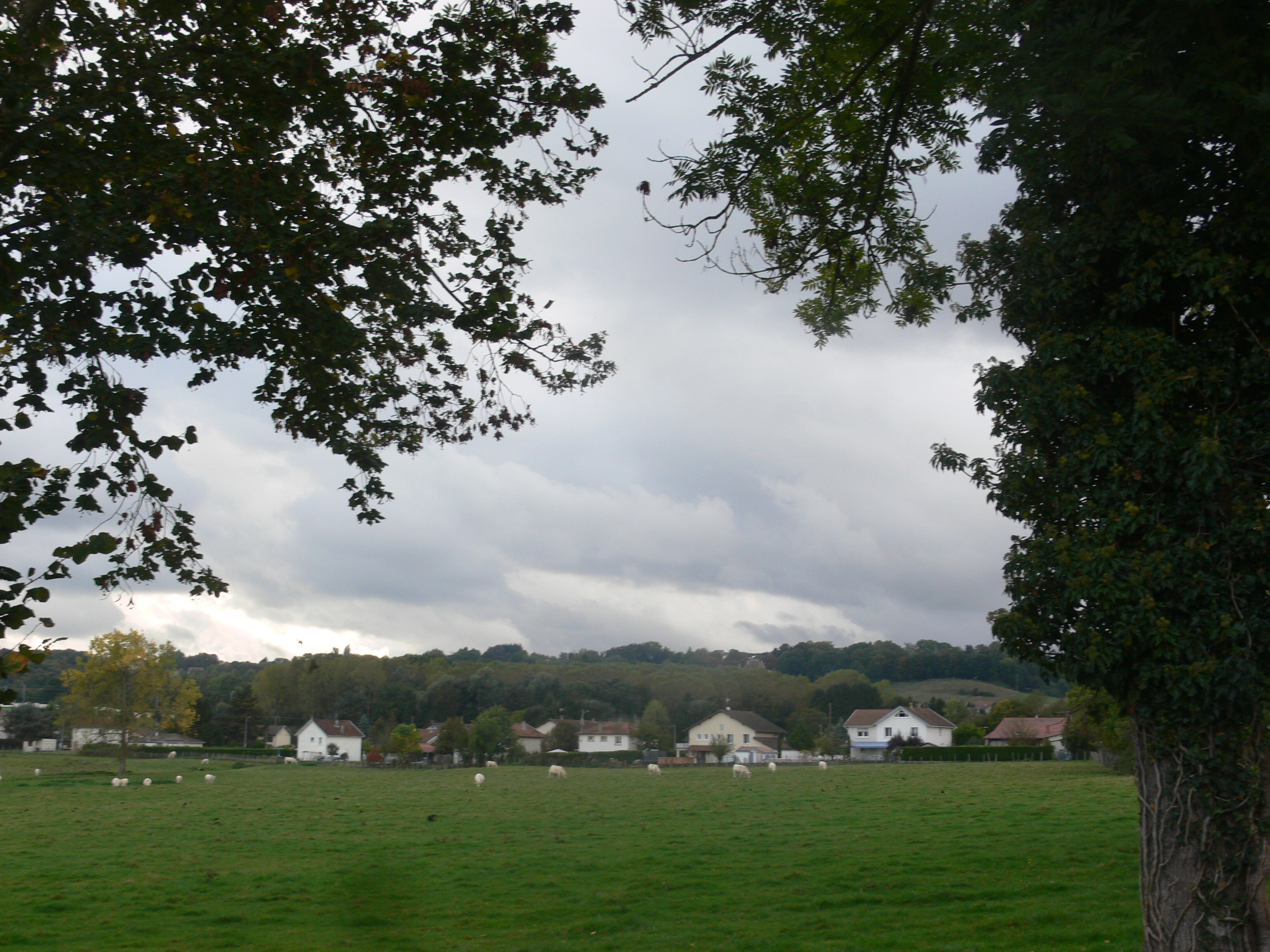
Uitzicht over Saint-André-le-Gaz vanuit de trein
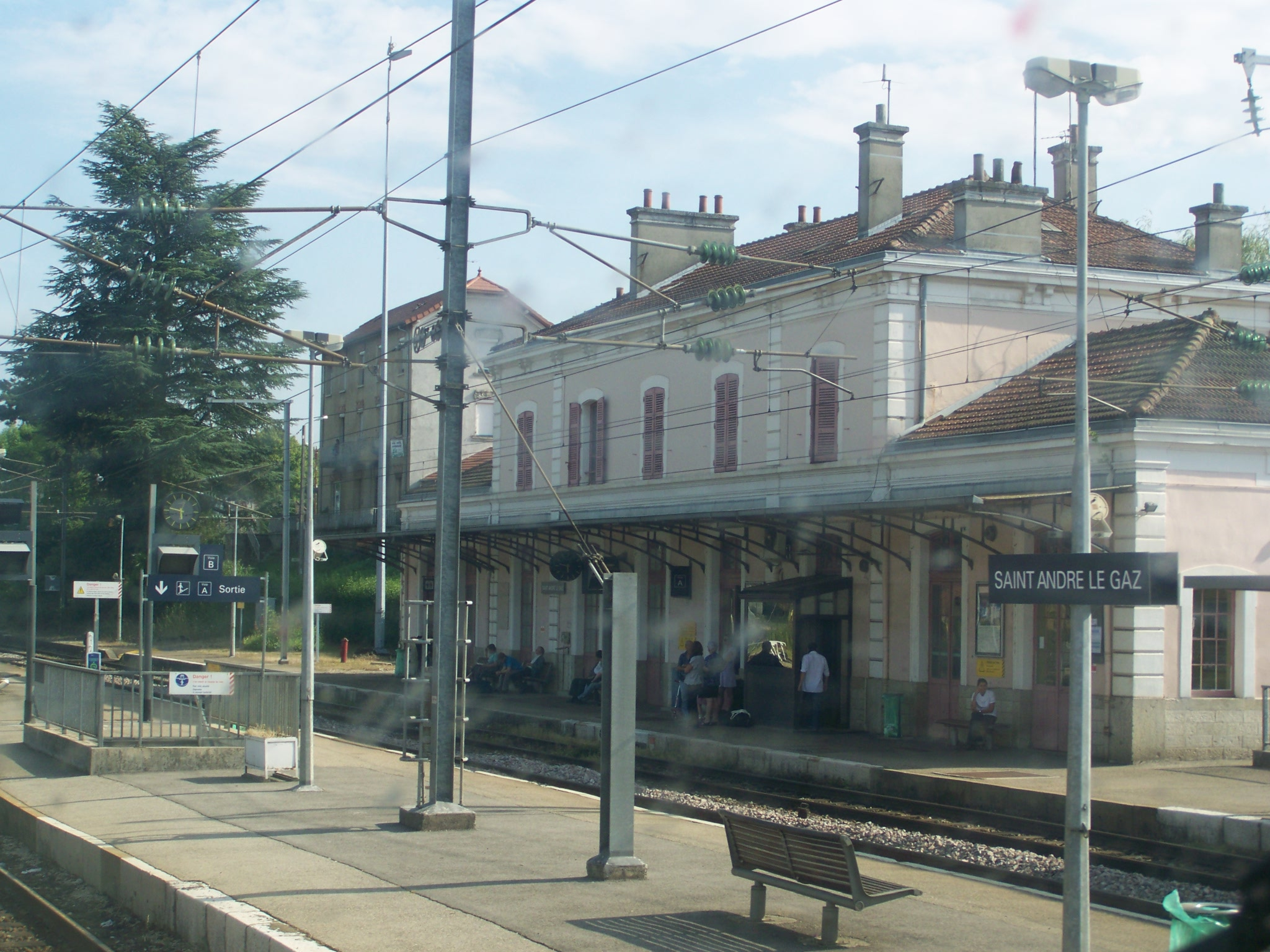
Station van Saint-André-le-Gaz
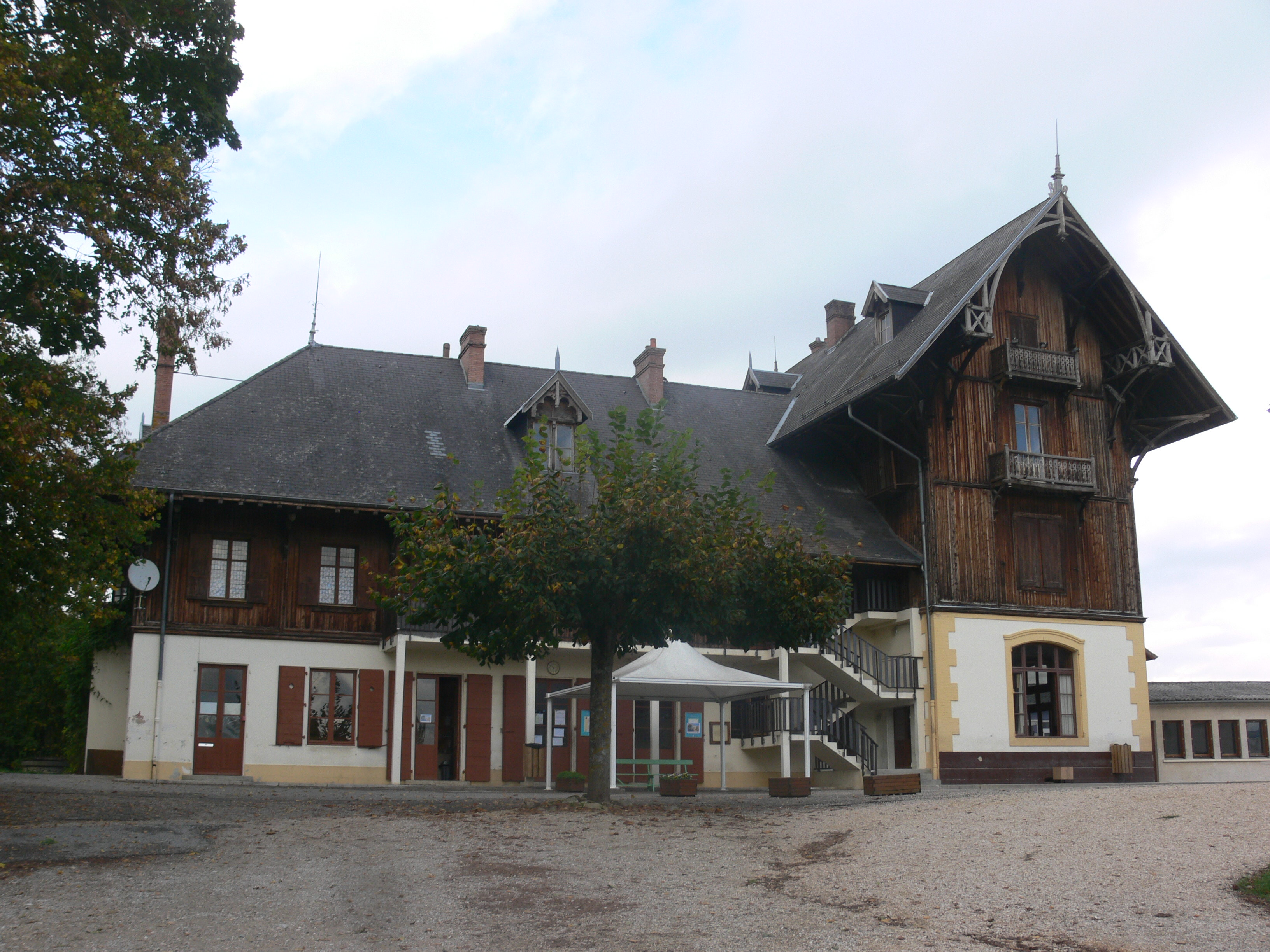
Le Chalet

## Geografie
De oppervlakte van Saint-André-le-Gaz bedroeg op 1 januari 2022 8,89 vierkante kilometer; de bevolkingsdichtheid was toen 306,6 inwoners per km².

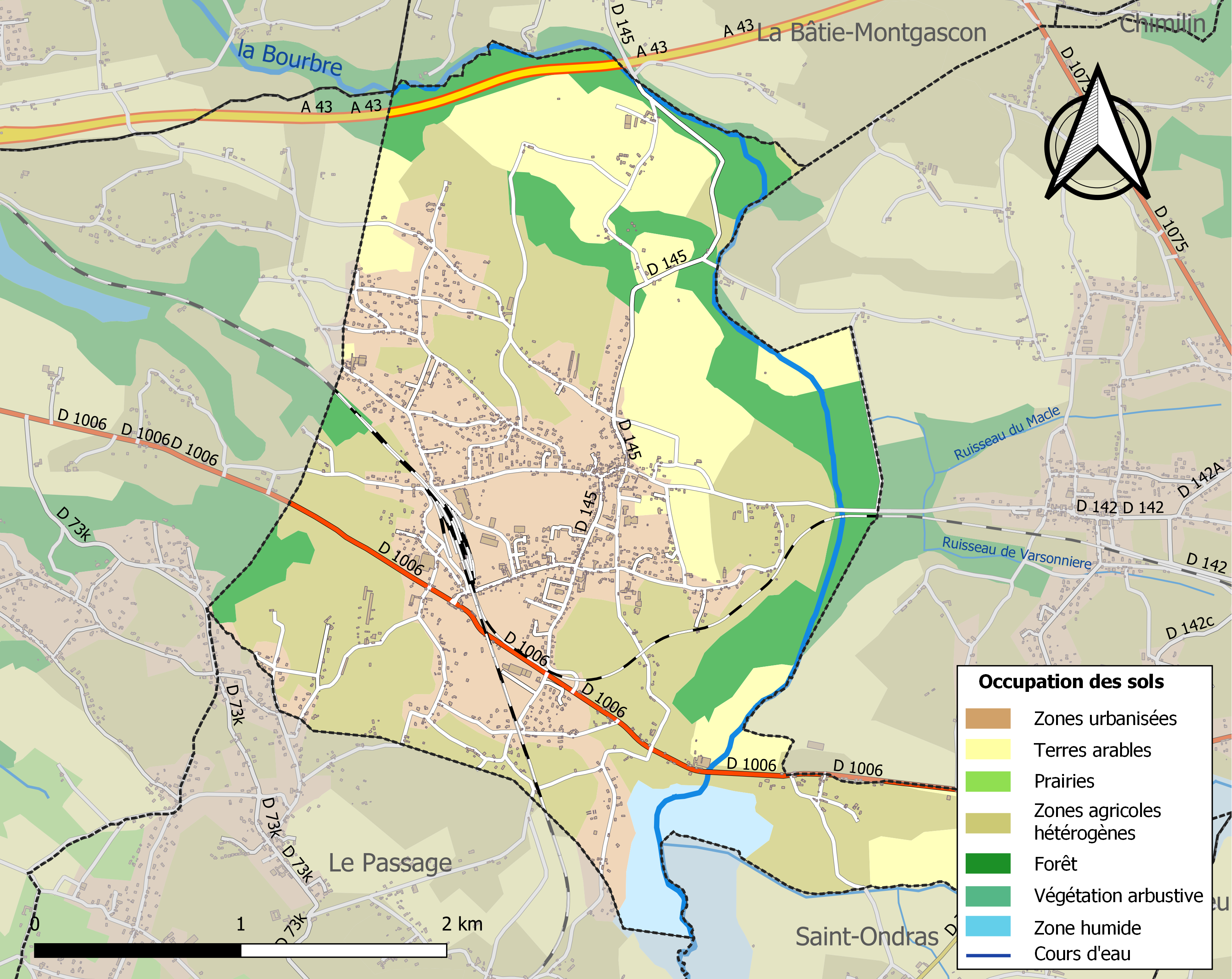
Kaart van de gemeente met de belangrijkste infrastructuur, bodemgebruik en omliggende gemeenten

## Verkeer en vervoer
In de gemeente ligt spoorwegstation Saint-André-le-Gaz.

## Demografie
Onderstaande figuur toont het verloop van het inwonertal (bron: INSEE-tellingen).